# Casciago
Casciago est une commune italienne de la province de Varèse dans la région Lombardie en Italie.

## Toponyme
Provient du latin Castilliacus, l'ancien nom de personnes Castillius (du latin Castius)[réf. nécessaire], combiné avec le suffixe gaulois -acum.

## Géographie
La commune est située à proximité du lac de Varèse.

## Administration
| Période                                  | Période  | Identité                 | Étiquette | Qualité |
| ---------------------------------------- | -------- | ------------------------ | --------- | ------- |
| 8/6/2009                                 | En cours | Beniamino Achille Maroni | Lega Nord |         |
| Les données manquantes sont à compléter. |          |                          |           |         |